# 馬立 (市原市)
馬立（うまたて）は、千葉県市原市の南総地区にある大字。郵便番号は290-0221。

## 概要
市原市中南部の南総地区にある。国道297号線に沿って市街地が形成されており、その他は主に養老川沿いの水田地帯となっている。

## 地理
養老川が流れている。北は中高根及び二日市場、東は土宇、南は西国吉及び上原、西は中高根と接している。

## 地価
2017年の公示地価によると千葉県市原市馬立字西川956番6外で22,900(円/m2)である。

## 歴史

### 地名の由来
馬をセリに出していたことからこの地名になった。

### 沿革
江戸時代は市原郡に属する村の一部であった。
- 1967年 加茂村と共に合併市原市の一部となった。

## 世帯数と人口
2017年（平成29年）11月1日現在の世帯数と人口は以下の通りである。
| 町丁字 | 世帯数    | 人口    |
| ------ | --------- | ------- |
| 馬立   | 1,328世帯 | 2,948人 |

## 通学区域
市立小学校・市立中学校及び県立高等学校の通学区域は以下の通りである。
| 町丁字 | 番地 | 小学校             | 中学校             | 高等学校 |
| ------ | ---- | ------------------ | ------------------ | -------- |
| 馬立   | 全域 | 市原市立戸田小学校 | 市原市立双葉中学校 | 第9学区  |

## 施設
- 市原市立馬立保育所
- 戸田コミュニティーセンター
- ローソン市原馬立店
- セブン-イレブン市原馬立店
- スーパーガッツ馬立店

## 交通

### 駅
- 小湊鉄道小湊鉄道線馬立駅

### バス
- コスモス南総（南総コミュニティバス）

### 道路
1. 国道
  - 国道297号線
2. 県道
  - 千葉県道144号南総姉崎線
3. 主な市道
  - なし